# 福永尊介

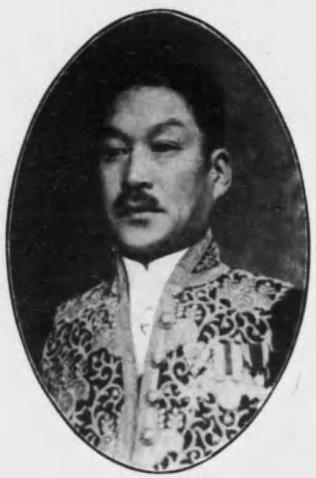
福永尊介

福永 尊介（ふくなが たかすけ、1885年〈明治18年〉1月2日 - 1929年〈昭和4年〉1月30日）は、日本の内務官僚。県知事。

## 経歴
北海道厚岸郡太田村で福永磨理輔の長男として生まれる。山口高等学校を経て、1908年、東京帝国大学法科大学法律学科（英法）を卒業。1909年11月、文官高等試験行政科試験に合格。内務省に入り樺太庁属となる。
以後、樺太庁事務官、同理事官兼専売局副参事（函館専売支局樺太出張所長）、青森県理事官、和歌山県警察部長、警視庁衛生部長、東京府内務部長などを歴任。
1924年6月、清浦内閣により福井県知事に登用されたが、翌月、加藤高明内閣により更迭された。1927年5月、千葉県知事に就任。蚕糸の大暴落への対策に尽力したが、1929年1月、現職で死去した。